# تاکاشی سکیزوکا
تاکاشی سکیزوکا (関塚 隆 Sekizuka Takashi, زادهٔ ۲۶ اکتبر ۱۹۶۰) بازیکن فوتبال اهل ژاپن است.